# Kornelia Lesiewicz
Kornelia Lesiewicz (* 14. August 2003 in Gorzów Wielkopolski) ist eine polnische Sprinterin, die sich auf den 400-Meter-Lauf spezialisiert hat.

## Sportliche Laufbahn
Erste internationale Erfahrungen sammelte Kornelia Lesiewicz beim Europäischen Olympischen Jugendfestival 2019 in Baku, bei dem sie im 400-Meter-Lauf in 55,65 s den sechsten Platz belegte und mit der polnischen Sprintstaffel (1000 Meter) mit 2:12,33 min im Vorlauf ausschied. Im Februar 2021 stellte sie in Toruń mit 37,33 s eine neue europäische U20-Bestleistung über 300 Meter auf und nur eine Woche später verbesserte sie ebendort den polnischen U20-Hallenrekord über 400 Meter auf 52,56 s. Anschließend startete sie mit der polnischen 4-mal-400-Meter-Staffel bei den Halleneuropameisterschaften, die ebenfalls in Toruń stattfanden und gewann dort in 3:29,94 min die Bronzemedaille hinter den Teams aus den Niederlanden und dem Vereinigten Königreich. Anfang Mai wurde sie dann bei den World Athletics Relays im heimischen Chorzów in 3:28,81 min Zweite hinter dem Team aus Kuba. Anschließend siegte sie bei den U20-Europameisterschaften in Tallinn in 52,46 s und gewann dann bei den U20-Weltmeisterschaften in Nairobi in 51,97 s die Silbermedaille und auch in der gemischten 4-mal-400-Meter-Staffel gewann sie in 3:19,80 min die Silbermedaille. Im Jahr darauf schied sie bei den U20-Weltmeisterschaften in Cali mit 3:37,19 min im Vorlauf mit der Frauenstaffel aus und verhalf dem Team in der Mixed-Staffel zum Finaleinzug.

## Persönliche Bestleistungen
- 300 Meter: 37,96 s, 16. August 2020 in Stettin
  - 300 Meter (Halle): 37,33 s, 6. Februar 2021 in Toruń (europäische U20-Bestleistung)
- 400 Meter: 51,97 s, 21. August 2021 in Nairobi
  - 400 Meter (Halle): 52,56 s, 21. Februar 2021 in Toruń (polnischer U20-Rekord)